# Latonia nigriventer
Espèce
Synonymes
- Discoglossus nigriventer Mendelssohn & Steinitz, 1943

Statut de conservation UICN

 CR B1ab(v) : 
En danger critique
Latonia nigriventer ou discoglosse d'Israël, est une espèce d'amphibiens de la famille des Alytidae. Elle fait partie de la liste des 100 espèces les plus menacées au monde établie par l'UICN en 2012.

## Répartition

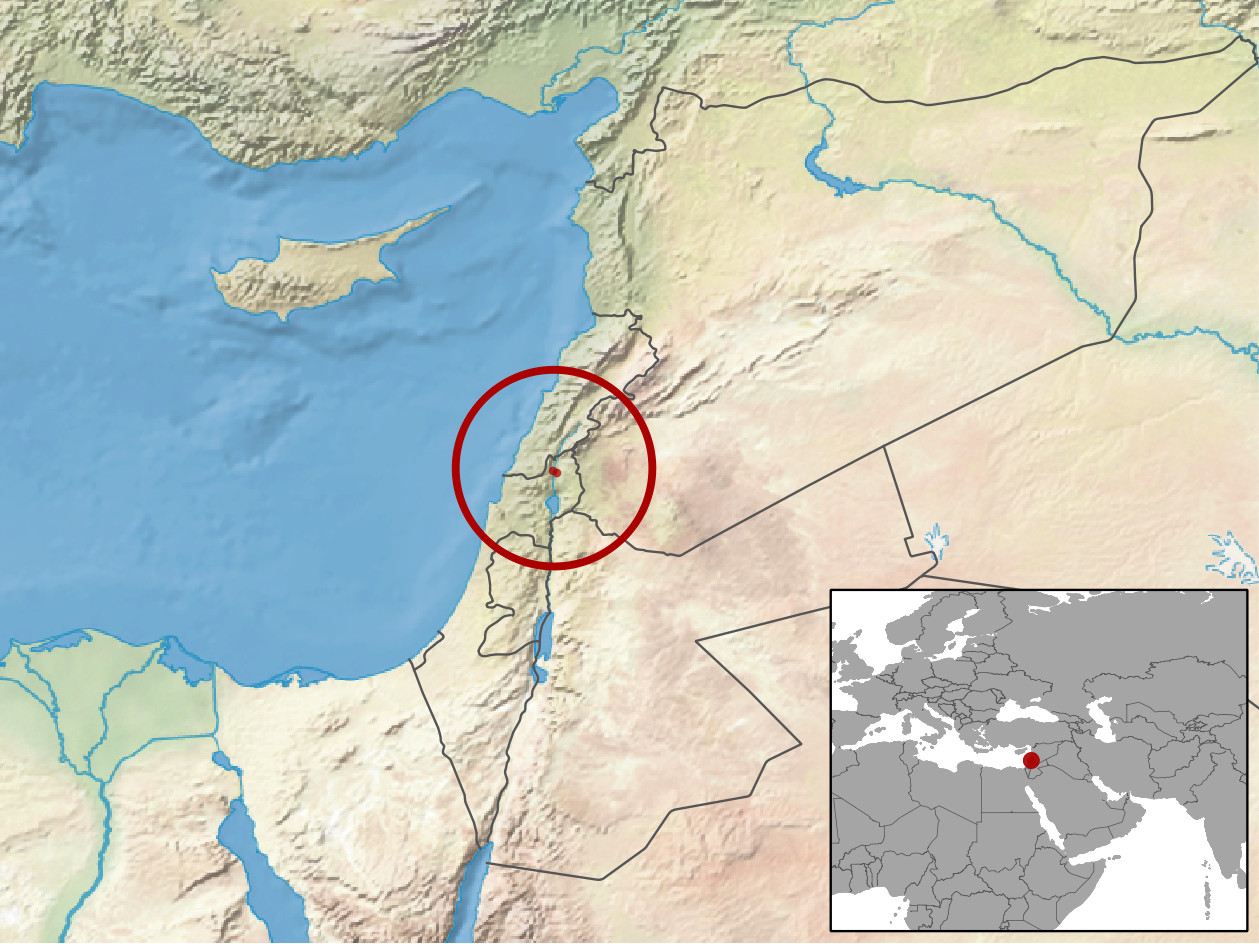
Distribution

Cette espèce endémique d'Israël ne vit que dans les marais du lac de la Houla.
Sa présence en Syrie est incertaine.

## Menaces et conservation
L'espèce n'ayant pas été observée entre 1955 et novembre 2011, on l'a crue totalement éteinte à cause du drainage des marais ayant détruit 95 % de son habitat. C'est un exemple de taxon Lazare. Malgré sa réapparition, seuls six spécimens ont été observés et son statut reste des plus préoccupants. Elle est considérée comme en danger critique d'extinction par l'UICN qui l'inscrit sur la liste des 100 espèces les plus menacées au monde.

## Taxonomie
Selon des recherches récentes, elle appartient pas au genre Discoglossus, mais au genre Latonia, jusqu'alors considéré comme éteint,.

## Publication originale
- Mendelssohn & Steinitz, 1943 : A new frog from Palestine. Copeia, vol. 1943, p. 231-233.